# 小林明弘
小林 明弘（こばやし あきひろ、1970年4月15日 - ）は、熊本放送の男性社員で同局元アナウンサー。

## 略歴
熊本市出身。
1993年熊本放送入社。入社から1998年迄は放送部（当時）に所属し、アナウンサーとしてラジオ番組を中心に活動した。
1998年の人事異動で異動となり、その後東京支社勤務や報道記者等を経て、2021年4月1日付人事で、アナウンス部長として23年振りにアナウンサーに復帰。

## 人物・エピソード
愛称は『コバンバ』。最初のアナウンサー時代に出演していた若者向け夜ワイド「おー!わらナイト」で付けられた愛称でもある。
好きなアーティストは矢沢永吉でライブにも参加したことがある。

## 現在の出演番組

### ラジオ・テレビ
- 熊日ニュース（随時）[7]

### テレビ
- 夕方LIVE ゲツキン!
  - 主に影ナレ（ナレーション）を担当。記者時代にはニュースリポーターもつとめていた。

等

## 過去の出演番組

### ラジオ
- おー!わらナイト（1994年 - 1998年3月）
- 江上浩子のニュース515（2021年8月13日）
  - 江上浩子の休演[8]に伴う代演。

等

### テレビ
- RKKニュースキャッチャー（スポーツ担当→サブキャスター、1999年迄）